# Zyránna Zatéli
Zyránna Zatéli (en grec: Ζυράννα Ζατέλη), nascuda a Sochós el 1951, és una escriptora grega.

## Biografia
Va nàixer el 1951 a Sochós, a prop de Tessalònica, i hi va viure fins al 1969, quan acabà els estudis secundaris. Després viatjà per diversos països abans d'establir-se a Atenes el 1973. Després d'estudiar teatre durant tres anys, es va convertir en actriu i productora de ràdio. Publicà el seu primer llibre el 1984 i de llavors ençà s'ha dedicat a l'escriptura.

## L'obra
Les seues dues primeres obres són col·leccions de contes, La núvia de l'any passat (Περσινή αρραβωνιαστικιά, 1984) i Gracious in this Desert (Στην ερημιά με χάρι, 1986). Després publica assaigs i sobretot novel·les, com els seus contes breus ancorats en realitats i llegendes del nord de Grècia. Va rebre dues vegades el Gran Premi de l'Estat, un dels premis literaris més importants grecs, el 1994 i el 2002, per dues novel·les, El crepuscle dels llops (Και με το φως του λύκου επανέρχονται), Party Clothes and Desath (θάνατος ήρθε τελευταίος). Un dels contes del seu segon recull el publicà per separat, amb el títol Le vent d'Anatolie, Quidam éditeur el 2012. Les seues novel·les han aparegut en Éditions du Seuil i Publie.net.

## Novel·les
- Και με το φως του λύκου επανέρχονται, 1993
- Με το παράξενο όνομα Ραμάνθις Ερέβους, Ο θάνατος ήρθε τελευταίος, 2001
- Με το παράξενο όνομα Ραμάνθις Ερέβους, Το πάθος χιλιάδες φορές, 2009

## Contes
- Περσινή αρραβωνιαστικιά, 1984
- Στην ερημιά με χάρι, 1986

## Assaigs
- O δικός της αέρας, 2005
- Οι μαγικές βέργες του αδελφού μου, 2006